# 辺見麻衣
辺見 麻衣（へんみ まい、1989年5月17日 - ）は、日本の元AV女優。プライムエージェンシー所属。

## 略歴・人物
東京都出身。2010年にAVデビュー。「里谷あい（さとや あい）」の名前で企画女優として活動。
2011年4月25日の公式ブログで休業することを発表。今後の活動は未定とした。
同年中に「辺見麻衣」として活動を再開。新たに公式のツイッターやブログも開始した。
2013年11月11日の公式ブログにて12月末日をもって引退することを発表し、12月31日に引退。

## 出演作品

### 「里谷あい」名義

#### アダルトDVD
2010年
- おはズボッ! 入れちゃだめ〜、気が遠くなっちゃう〜!! 普通の女の子のスケベ全て見せます!!（5月21日（レンタル）/2011年5月27日（セル）、アテナ映像）
- ソルトシャワー 熟若女のおしっこみせて Vol.8（6月19日、ゲロニア）
- フェラチオ・口淫 撮り下ろし8時間 SUPER MEGA REC（7月13日、カルマ）
- ノーパンノーブラ露出狂女が電車内指ズボオナニーでイキまくり!!!!（8月5日、ナチュラルハイ）
- 熟尻ディルドオナニー（10月15日、虎堂）
- フェラコレ熟女編 8（11月25日、ハヤブサ）
- こだわりの手コキ 人妻編 9（12月25日、ハヤブサ）

2011年
- 開かずの間浣腸（1月20日、プールクラブ・エンタテインメント）
- 美熟女ぬる×2ま●こオナニー 其ノ参（2月4日、虎堂）
- 本当にイッてる指オナニー 7（2月4日、OFFICE K'S）
- 高速マシンガンフェラ 2（2月18日、OFFICE K'S）
- ワキ臭大量ザーメン（2月20日、レイディックス）
- ドMサラリーマンの弄られ日記 2 「お兄ちゃんの乳首もチ○ポもいっぱいチューチューしてあげる♥」（2月21日、メディア総販ソレイユ）
- 美人妻 連続フェラチオ Vol.2（3月18日、虎堂）
- 美熟女が貴方に語りかけながらオナニー（3月18日、虎堂）
- 女子校生のお掃除クンニ 2（4月15日、OFFICE K'S）
- RADIX48 2ndシーズン 恥ずかしい おしっこ 480分 美少女48人の聖水（4月20日、レイディックス）
- JK自画撮りオナニー VOL.2 〜絶頂お漏らし,ver〜（5月2日、虎堂）
- 爆イキ 25（5月25日、ART VIDEO）※レンタル作品
- セックスレスの人妻たち File#06（5月19日、グラフィティジャパン）
- いつも怒られながらこき使われる居酒屋店員のボクが酔ったギャルを介抱する為に触れたら声は出さないけど、ボクがイヤらしくさわっても拒まない。（7月7日、GARCON）
- ウリをしている若妻たち Part.2（8月15日、メディア総販ソレイル）
- おもらし 第四号（8月19日、羞恥塾）
- 橋田貴光のAV女優ガチ撮り個人撮影 10 猥舌ベロ舐め野外露出ザーメンM便女（10月24日、メディア総販ソレイル）

### 「辺見麻衣」名義

#### アダルトDVD

##### 2011年
- VIP専用巨乳レズビアンソープ（8月20日、LADY×LADY）
- 働くオンナ獲り 【モデル系の八頭身OLをハメ廻せ!!】 vol.9（10月1日、プレステージ）
- 「通常業務でも股間を握れない看護師にせんずりを見せつけたら 恥じらいながら指コキでヤられた」 VOL.2（10月6日、DANDY）
- B級素人初撮り 「課長、スミマセン。」 橘あゆみさん 24歳 外資系OL（10月15日、プラム）※「橘あゆみ」名義
- 独り暮らしの巨乳OL 夜這い痴漢（10月20日、LOTUS）
- 昼下がりの淫ら妻 若妻に生中出し 2（10月22日（レンタル）/11月18日（セル）、クリスタル映像）
- 黒パンスト恥辱 尻アングル（11月4日、JKF）
- 逆転レズビアン（11月4日、虎堂）
- エロ腰騎乗位オナニー（11月4日、OFFICE K'S）
- 漫画喫茶の個室でエロい事をしていたほろ酔いカップルの女を彼氏の眠っている隙に襲ってみたら…（11月10日、DOC）
- 咥えたまま完全口内発射フェラチオ（11月18日、OFFICE K'S）
- 蛸女（11月18日、淫熟）
- べろベロ舐めフェチJK（11月19日、エッジ）
- 現役女子校生が働くマッサージ屋さん（11月19日、エッジ）
- ディープレズビアン 女だけの戯れ愛 2（11月26日（レンタル）/12月16日（セル）、クリスタル映像）
- メガネの可愛い妹系女子校生を夜這いした（12月2日、JKF）
- ザ・筆おろし 58（12月10日（レンタル）/2012年1月6日（セル）、クリスタル映像）
- 罵倒手コキ（12月25日、ラハイナ食堂）

##### 2012年
- 女子校生 黒パンストディルド抜き差し おマンコでパックリ咥え込むオナニー（1月7日、JKF）
- 近親相姦 メガネっ娘の妹に「彼氏の為にフェラ練習させて」と言われ毎日シャブられて、日に日に上手くなって風俗行かなくなったwwwwwwwwww（1月13日、HERO）
- 素人の個人撮影VTR 女子校生初めての自画撮りオナニー投稿（1月19日、ROOKIE）
- エロ美少女に騎乗られちゃった僕。 〜いけない関係編〜（1月25日、アロマ企画）
- 嗚呼… 背後から乳首いじられ手コかれちゃった僕。（1月25日、アロマ企画）
- 女子校生にこれでもかっちゅ～くらい脚責めされたいっ!!（1月25日、ラハイナ食堂）
- スケベ熟女べっちょりぬるま●こオナニー（2月3日、熟オナ専科）
- 実録 読者モデル志願 素人強制中出し面接 餌食10人（2月7日、桃太郎映像出版）
- 〜がんばるキミへ JKからのエナジー補給〜 元気回復!! 癒優しいフェラチオ（2月13日、アロマ企画）
- 週末の終電間際、ハメを外して飲み過ぎたほろ酔いギャルに視線を合わせて＜10秒間＞、うっとり見つめ返すギャルは自宅に男を連れ込み、チ○ポをねだる!!（3月8日、GARCON）
- 淫乱・淫語・ディルドオナニー 2（3月13日、アロマ企画）
- ぐっちょり濡れ合う OL温泉レズ旅行（3月20日、LOTUS）
- 女子校生15人オマ○コ指入れぴちゃぴちゃ自画撮りオナニー vol.6（3月20日、プリモ）
- 淫妻たちの交尾（4月1日、ジュエル）※「磯口彩音」名義
- 素股で生チ○ポを生マ○コで擦ってたら、気持ちいいから腰をグラインドさせすぎて…「あっ!入っちゃった!」ナマ挿入!お互い気持ちよすぎて訳もわからず最後は中出し!（4月5日、グローリークエスト）
- 近親相姦 妹の巨尻で射精する兄（4月6日、神動画）
- 舐められ倶楽部 〜チュウめいとルーム（4月13日、アロマ企画）
- デカ尻JKのピストン騎乗位DX 2（4月13日、アロマ企画）
- ベラ噛み じゅるじゅると絡み合う舌（4月19日、FETISH BOX）
- 同じ会社で働く女子社員の脇の下が気になってすごくムラムラしちゃうんです（4月19日、無言）
- オイル失禁マッサージ 兄の秘孔オイルマッサージでおもらしする妹とその友達（4月19日、Pazzo）
- 私は痴女 交歓無痴（4月28日（レンタル）/5月18日（セル）、クリスタル映像）
- 素人四畳半生中出し 人妻 亜紀 27歳 弄られるだけで豹変する敏感妻（4月30日、プラム）※「亜紀」名義
- 嫌がる男子に2回連続強制ザーメン接吻（5月13日、アロマ企画）
- 若妻の喉奥と子宮（5月25日、靖云会）※「三嶋泰子」名義
- The Paranoia CHANNEL ディルド de オナニー 3（6月1日、FETISH BOX）
- すっぽん喰いつきフェラ 3 超吸引バキュームで縮む睾丸（6月1日、FETISH BOX）
- ローション手コキレボリューション ぬちゃぬちゃチ○ポの濃厚手淫（6月5日、未来 フューチャー）
- メルピュアハード討伐（6月8日、ZEUS）
- 大胆だけど、ちょっぴりさびしがり屋なJK達のおねだり相互オナニー（6月13日、アロマ企画）
- 女子校生のオマンコどUPオナニー（7月1日、ワンズファクトリー）
- 「間違えたフリして女子校通学バスに乗り込んで生でヤられた」 VOL.1（7月19日、DANDY）
- 即尺精飲公衆便女 6 ドスケベ女編（7月20日、asfur）
- いいなりペット 〜性欲処理に便利な女たち〜（7月31日（レンタル）/11月9日（セル）、LEO）
- 催眠女子寮 －侵室－（8月10日、催眠研究所）
- JK文化祭模擬店 ちら見せオナサポ喫茶 4（8月13日、アロマ企画）
- キミだけに語りかけ! ロリっ娘20人!オマ●コぴちゃぴちゃ指入れ自画撮りオナニー4時間DX vol.01（9月21日、GLAY'z）
- 日本の女性器 大図鑑 VOL.3（9月21日、GLAY'ｚ）※ブルーレイのみ
- 催眠女子寮 －乱室－（10月10日、催眠研究所）
- 性感レズエステ 2 女にイカされる汁だく敏感娘達（10月13日（レンタル）/11月2日（セル）、クリスタル映像）
- 催眠素顔 3（11月20日、催眠研究所）

##### 2013年
- 若妻暴行中出し事件映像（1月22日、MAD）
- 究極の妄想発明シリーズ ボディジャック 清楚で真面目な女の子が淫語を連発するエロ女に豹変SP（1月24日、ROCKET）
- 個室ビデオ店にAVJを派遣します 2（1月26日（レンタル）/2月22日（セル）、クリスタル映像）
- 混浴温泉で自分のカラダを見て勃起した見ず知らずのチ○ポに、理性のストッパーが外れてしまったエリート進学○校教師（2月7日、東京ティンティン+）
- 独身女医とナースが1●才患者に性的悪戯 未発達チ○コでしかイケないショタコン病棟（2月21日、V&Rプロダクツ）
- 体育会系AV 本物美女アスリート VS AV男優 〜ガチスポーツ対決で負けたら即中出しレイプ〜（4月11日、ROCKET）※「五十嵐早苗」名義
- 現役女子大生中出しソープ（5月9日、ディープス）
- 全裸淫語歌謡ショー 〜5組のアーティストが全裸で淫語の歌を生声で熱唱する歌番組〜（5月9日、ROCKET）
- 男は誰でも人生に2回だけ生中出しレイプしても良い国（5月9日、サディスティックヴィレッジ）
- 接吻ポルノ映画館 中年男と濃厚なディープキスがしたい娘たち（5月10日、クリスタル映像）
- レズビアン絶頂オイルマッサージ 3（5月21日、MAD）
- 本妻VS愛人対決!女教師VSヤンキー対決!レースクイーン対決!シチュエーションで見せるガチバトル 綺麗なお姉さんキャットファイト 2（5月23日、ROCKET）
- 高級会員制 性感メンズエステ 3（7月12日、TMA）
- 恥ずかしすぎる脇の下 4 〜汗ばむワキの下をガチンコ羞恥チェック〜（8月5日、ジャネス）
- DANDYちょいワケあり仕事集（12月19日、DANDY）
- CA専用おもてなしエステ　フライトで疲れきった美人CAさんを癒しながら子宮の奥までトロケさせる性感レズエステ（12月20日、クリスタル映像）

##### 2014年
- 愛する童貞の息子をママさんが極上泡奉仕で筆おろし! 母親と息子の親子ソープ一転中出し近親相姦（1月23日、ROCKET）
- 天然娘ガチンコナンパ撮り 完全撮りおろし4時間 出会って3時間で合体!カメラで撮られてオマ●コがグッチョグチョに濡れちゃったスケベな素人ちゃんたち!（4月11日、S級素人）
- 素人娘ヘアヌードコレクション5時間（4月11日、S級素人）
- 街角ナンパ!デカチン見せつけたら興奮しちゃった素人娘 ギンギンのチ●コを前にどこまで正気でいられる!? 5時間（4月25日、S級素人）

#### イメージDVD
- 私、AVよりもエロいナースしちゃうぞ!（2012年10月25日、ダスッ!）

## 出演

### オリジナルビデオ
- ヤンキー女子高生 9 〜長野最強伝説〜（2012年4月20日、GPミュージアム）
- 〜本当はエロいグリム童話〜 RED SWORD レッド・スウォード（2012年10月3日、アルバトロス）
- マタギ・ウォー Z（2013年8月9日、JVD）

### 映画
- 義父と姉妹 桃汁味くらべ（2013年1月11日公開、オーピー映画）
- 人妻 セカンドバージン 私を襲って下さい（2013年1月25日公開、新日本映像） - 「ケンジの彼女」役
- 女教師 秘密の放課後（2013年12月27日公開、オーピー映画） -
- 闇金ウシジマくんPART2（2014年）

### インターネットテレビ
- スパローズのギリギリセーフ!?
- スパローズのギリギリアウツ!? #87 他（2013年10月 ほか、ニコジョッキー）

### 舞台
- Pink Punk Pamper（2013年3月27日-3月3日、中野MOMO）[4]